# SCUMM
 Ikke at forveksle med Scrum.
SCUMM står for Script Creation Utility for Maniac Mansion og er et scripting-sprog der blev udviklet af LucasArts (dengang kendt som LucasFilm Games) til at forenkle udviklingen af deres grafiske adventurespil Maniac Mansion. 
SCUMM er delvist en spilmotor og delvist et programmeringssprog som gjorde det muligt for designerne at lave steder, objekter og dialogsekvenser uden at skulle programmere i selve kildekoden. Det betød også, at spillets script og datafiler kunne genbruges på mange forskellige platforme. SCUMM gør også brug af iMUSE (Interactive Music Streaming Engine) som blev udviklet af Michael Land. SCUMM er blevet udgivet på følgende platforme: 3DO, Amiga, Apple II, Atari ST, CDTV, Commodore 64, Fujitsu Towns & Marty, Apple Macintosh, NES, MS-DOS/PC-DOS, Microsoft Windows, Sega Mega-CD og TurboGrafx-16.

## Historie
Den originale version blev programmeret af Aric Wilmunder og Ron Gilbert i 1987, og blev senere opgraderet af Aric Wilmunder og mange andre.
SCUMM blev genbrugt i mange af LucasArts-adventurespil og er blevet opdateret og genskrevet utallige gange. Der er mindst 10 kendte versioner af SCUMM-motoren som starter med version 0 (den originale Commodore 64-version til Maniac Mansion), Version 1 og 1.5 (til NES-versionen af Maniac Mansion) og version 2 op til version 8. LucasArts opgav endelig SCUMM-motoren i 1998, da de skiftede til GrimE til spillet Grim Fandango.

## Versioner

### Version 0
- Maniac Mansion (Commodore 64)

### Version 1
- Maniac Mansion (original PC version)
- Zak McKracken and the Alien Mindbenders (Commodore 64 og original PC version)

### Version 1.5
- Maniac Mansion (NES)

### Version 2
- Maniac Mansion (Amiga og forbedret PC version)
- Zak McKracken and the Alien Mindbenders (Amiga, Atari ST, og forbedret PC version)

### Version 3
- Indiana Jones and the Last Crusade: The Graphic Adventure (Amiga, EGA/VGA PC og FM Towns)
- Zak McKracken and the Alien Mindbenders (VGA version for FM Towns)
- LOOM (Amiga og EGA PC (diskette version)

### Version 4
- The Secret of Monkey Island (Amiga og EGA/VGA PC)
- LOOM (VGA PC (CD-ROM-version))

### Version 5
- The Secret of Monkey Island (VGA PC (CD-ROM version))
- Monkey Island 2: LeChuck's Revenge (PC og Amiga)
- Indiana Jones and the Fate of Atlantis (PC og Amiga)

Bemærk: iMUSE blev først intrigeret i denne version af SCUMM. På dette punkt gør Ron Gilbert det også muligt for hans eget firma Humongous Entertainment at bruge SCUMM. Her vokser SCUMM motoren til en version 11. 

### Version 6
- Maniac Mansion: Day of the Tentacle
- Sam & Max Hit the Road

### Version 7
- Full Throttle
- The Dig

### Version 8
- The Curse of Monkey Island

## I dag
ScummVM er et program som gør det muligt at spille LucasArts adventure spil som bruger SCUMM system. Det virker på mange forskellige platforme, som spillene originalt ikke var designet til. Der er også en række ikke-SCUMM spil som understøttes af ScummVM, bl.a. fra udviklerne Revolution Software og Adventure Soft.

## Links
- ScummVM Projektet
- SCUMM historien
- Scumm modding siden Arkiveret 7. februar 2005 hos  Wayback Machine
- SCUMM: Adventure--LucasArts Style Arkiveret 21. august 2009 hos  Wayback Machine